# Cyperus subtenax
Cyperus subtenax är en halvgräsart som beskrevs av Georg Kükenthal. Cyperus subtenax ingår i släktet papyrusar, och familjen halvgräs.
Artens utbredningsområde är Angola. Inga underarter finns listade i Catalogue of Life.